# A-de-Chasco
A-de-Chasco era, em 1747, uma pequena aldeia portuguesa da freguesia de Santa Marinha de Anãos, concelho de Albergaria, segunda parte da visita de Nóbrega e Neiva, Arcebispado de Braga, Província de Entre Douro e Minho.